# Skupina galaksij
Skupína galaksíj (ali galáktična skupína, angleška okrajšava GrG (v bazi SIMBAD)) je skupek galaksij, sestavljen iz manj kot približno 50 članov in gravitacijsko zvezan. Skupki galaksij večjih od skupin, ki se združujejo v prvem redu, se imenujejo jate galaksij (cluster). Skupine in jate se lahko med seboj naprej združujejo v nadjate (supercluster).
Naša Galaksija je del skupine z imenom Krajevna skupina.

## Značilnosti
Skupine so najmanjši skupki galaksij. Običajno vsebujejo do 50 galaksij v premeru 1 do 2 megaparseka (Mpc). Njihova masa je približno 1013 Sončevih mas. Obseg hitrosti za posamezno galaksijo je približno 150 km/s. Ta definicija je le vodilo, ker so včasih večji in masivnejši galaktični sistemi razvrščeni v skupine.
Skupine so najpogostejše strukture galaksij v Vesolju in sestavljajo vsaj 50 % galaksij v krajevnem vesolju. Njihova masa je med maso zelo velikih eliptičnih galaksij in jat. V krajevnem vesolju približno polovica skupin kaže difuzna rentgenska sevanja iz njihove znotrajjatne snovi. V tistih, ki oddaljajo rentgenske žarke, so člani zgodnji tipi galaksij. Difuzno rentgensko valovanje prihaja iz območij od 10 do 50 % polmera skupine, v splošnem od 50 do 500 kpc.